# 陳某
陳某，本名陈海峰，（1970年3月1日—），香港漫畫家，原任職香港某廣告公司，之後參加1996年舉辦的第六屆「東立漫畫新人獎 （页面存档备份，存于）」，有「少年鄭問」之稱。

## 個人檔案
- 興趣：電影、电玩
- 家庭状况：已婚，一妻一子
- 最欣賞的華人漫畫家：鄭問、馬榮成
- 最欣賞的日本漫畫家：池上遼一、原哲夫、星野之宣、寺澤武一、望月三起也
- 最喜歡的日本演員：三船敏郎
- 最欣賞的三國漫畫：橫山光輝《三國志》、王欣太《蒼天航路》
- 毕业院校：香港理工大学设计系
- 所属出版社：东立出版社

## 簡歷
陳某雖然是香港人，所有作品均以香港為第一發表地，但是作品卻相繼在台灣得獎，旋即在台灣及香港兩地引起了熱潮。使用「陳某」此筆名的原因，他曾經在著作中表示此名稱的原意為：「甘於平凡，寧願做別人口中的某某人。」
陳某少年時未有受過專業美術指導，主要在大學時學習作畫，曾經跟香港藝術家歐陽應霽上過關於美術題材理論的課。畢業後不久，陳某加入了廣告界，任職廣告公司的美術設計。後來他對廣告腳本昂貴而美感不足有所不滿，並且心感與其讓為別人創作，何不自己作畫，他也抱着為免將來老了後悔的決心，開始踏進了漫畫家之路。

### 《不是人》
陳某26歲才投身漫畫界在漫畫家中是相對較遲的，其首部作品《不是人》，一共推出了上、下2冊。內容是替一些三國著名的人物來個「翻案」，全面地推翻了一般人眼中由《三國志》的著者陳壽和《三國演義》的作者羅貫中筆下所描繪的三國人物。把呂布、貂蟬、關羽、魏延、諸葛亮、姜維等歷史人物之間的心路歷程以另一種角度編寫，故事內情出人意表，而往往發人深省。作畫《不是人》期間，他一直包辦故事創作、繪畫等工作，可說是一部完全由他一手包辦的作品。
陳某完成此作後曾拿到東立出版社香港分公司投稿。當時他被提議直接參加台灣由東立出版社主辦的東立漫畫新人獎。來自香港的陳某出乎意料地贏得第六屆東立漫畫新人獎少年組第一名。東立漫畫新人獎甚少授與香港參賽者，而這亦是首次有新人獎的投稿作品達到能直接刊於漫畫雜誌的水準。2000年，陳某也再次憑此部作品奪得行政院新聞局金鼎獎（漫畫類讀物）而進一步被肯定。
除了得到讀者和業內的稱許，同時也得到擅長以水墨作畫的漫畫家鄭問讚賞。而事實上陳某初出道便展現出成熟的畫風，從外人眼中根本看不出來《不是人》是他首個漫畫作品，他在此前未曾作過超過三頁的漫畫創作。
2021年作畫《不是人貳》，以馬超為主角。

### 《充神榜》
陳某之後再接再厲推出了《充神榜》，這是一部集合武俠與神怪元素的科幻漫畫，以《封神榜》作角色骨幹，大唐時代為背景。陳某在這科幻作品中大肆發揮其豐富的想像力之餘，亦繼續在當中加添不少金石哲理。然而，整體上雖然得到業界的認同，並於1999年獲第三屆亞洲漫畫高峰會頒發最佳美術獎，但在市場上卻缺乏重要的吸引力，叫好但不叫座。《充神榜》雖然發行了5冊，可是陳某指出此作品事實上為未完成之作，他冀望在其長篇連載作品《火鳳燎原》完結的一天再續寫下去。

### 《火鳳燎原》
《火鳳燎原》是陳某2001年開始出版的漫畫作，也是其繼《不是人》之後，再次推出的三國漫畫。此作品在三國故事上加入了不少二次創作元素，在史書和改編小說三國演義兩大陣營中創出了第三條路線，故事不以魏國的曹操或是蜀漢的劉備，卻以三國時代最後的勝利者司馬懿為重心。當中更添加了不少虛構角色，如：殘兵、水鏡八奇等，當中有部份是真實人物，有部份是野史，有部份是虛構，卻往往能串連起來發展成史實底演義的部份。陳某亦為大小角色人物塑造了不少獨特性格和造型，致使一些被認為是有勇無謀的將領往往在其作品中成為智勇雙全、心思細密。其劇情發展亦以心機、謀算而為人所稱道，不時有多重的計謀隱藏當中。同樣地，漫畫中也加入了不少精警而令人反思的對白，故事內容上亦增添不少人生觀和價值觀，如藉三國時代的官場鬥爭諷刺現實社會的辦公室政治。除此之外，漫畫中有時會插入一些全版的黑頁，一般只有一至兩句短語，這種以鮮明的風格表達故事的中心信息是《火鳳燎原》的一大特色。
有別於一般的三國漫畫，《火鳳燎原》由於在人物和故事上描寫得極為細緻，因此其故事中的時間發展亦較為緩慢，作者陳某曾稱其作品完成日期可能長達10年。事實上，已故的日本漫畫大師橫山光輝，便曾花了15年時間才完成其60卷的大作《三國誌》，因此以目前進度估計，《火鳳燎原》的連載時間可能超過20年。目前《火鳳燎原》於香港、台灣、日本、韓國、泰國、越南、新加坡等地皆有推出單行本，是少數華人漫畫中可以打入日本市場的作品，也是香港版的《新少年週刊》及台灣版的《新少年快報》中最受歡迎的連載華人作品。2016年7月單行本已出版至第58期。

### 《王》
《王》是陳某在2013年暑假前秘密地绘画了一套新作，描述一个不知名的时代，大地的守护者“王”忽然失去了他的国家和子民，而他更被流放诅咒。全因为仡璐帝国的一位最强的摧城者，仡璐帝国的野心正是“王”国家下的一个已被世人遗忘的传说……“王”矢志复国，寻回属于自己的一切，但灭国的敌人竟然是“王”最爱的人？
于2014年1月21日出版，本作品是以漫画+轻小说的形式推出，陈某绘制了书内前几十页的漫画剧情，之后按照自己的剧情思路，大部分交由作家王贻兴进行小说形式的叙述。

## 畫風和風格
陳某的畫風和分鏡方法均比較偏向日本流行的作畫方式，相對上較為纖細。這種風格在充斥着武打漫畫的漫畫雜誌的香港不甚常見，這亦是他早年轉向台灣發展的原因之一。事實上，他作品結合了激烈的打鬥和柔美的人物的獨特風格，一推出便迅即受到台灣讀者的歡迎。
而陳某早期的畫風曾深受漫畫家鄭問的影響，更被讀者喻為「少年鄭問」。陳某曾對此直認不諱，這是基於他從小便對鄭問描畫歷史故事的手法非常欣賞，更是其忠實讀者。
陳某在作畫時與一般漫畫家不同之處是他愛用一般文具店常見的水性圓珠筆和科學毛筆，而不是一般的鋼筆，這也可能因而塑造了他的獨特畫風。

## 影響
陳某的漫畫《火鳳燎原》近日有傳被著名武俠片導演徐克看中改編成電影，亦曾推出T恤、戒指、首辦模型、對戰卡片等週邊產品。在cosplay熱盛行下，陳某筆下的角色被Cosplay迷看上，成為了變裝對象。也有不少同人作品在互聯網上出現。在著名三國遊戲《三國志》中，一些原《火鳳燎原》故事中的虛構角色也被愛好者製作成MOD添加進遊戲中。

## 作品列表及獎項
《不是人》（上、下2冊）
- 連載雜誌：《新少年週刊》（香港，東立出版社）、《新少年快報》（台灣，東立出版社）、《Comic Flapper》（日本，MEDIA FACTORY）
- 首次出版日期：1998年7月22日
- 語言版本：香港版、台灣版、泰國版、日本版（只有連載版）
- 獎項：第六屆東立漫畫新人獎（1996年）、金鼎圖書出版獎（2000年）

《不是人貳》
《充神榜》（1-5冊，休載中）
- 連載雜誌：《新少年週刊》（香港，東立出版社）、《新少年快報》（台灣，東立出版社）
- 首次出版日期：2000年2月10日
- 語言版本：香港版、台灣版、泰國版、韓國版
- 獎項：第三屆亞洲漫畫高峰會最佳美術獎 (1999年)

《火鳳燎原》（1-70冊，連載中）
- 首次連載日期：2001年
- 連載雜誌：《新少年週刊》（香港，東立出版社）、《新少年快報》（台灣，東立出版社）、《漫畫三國志雜誌》（日本，MEDIA FACTORY）
- 首次出版日期：2001年6月15日
- 語言版本：香港版、台灣版、新加坡版、韓國版、日文版、泰國版、越南版

## 外部連結
- 台灣東立官方網站——陳某介紹 （页面存档备份，存于）
- 「陳某簽名會」紀實
- 本土漫畫家陳某介紹
- 吳偉明的知日部屋：與陳某談《火鳳燎原》的日本元素[]
- 風雪中的故居：陳某就是陳某 以萬變應不變[永久]
- 遊戲基地：火鳳燎原討論區 （页面存档备份，存于）
- 《成報》——老屈貂蟬做太監？《火鳳燎原》改寫三國鬥智史
- 火鳳燎原專題站：星火策